# Kleinkastell Goldberg-Türkheim

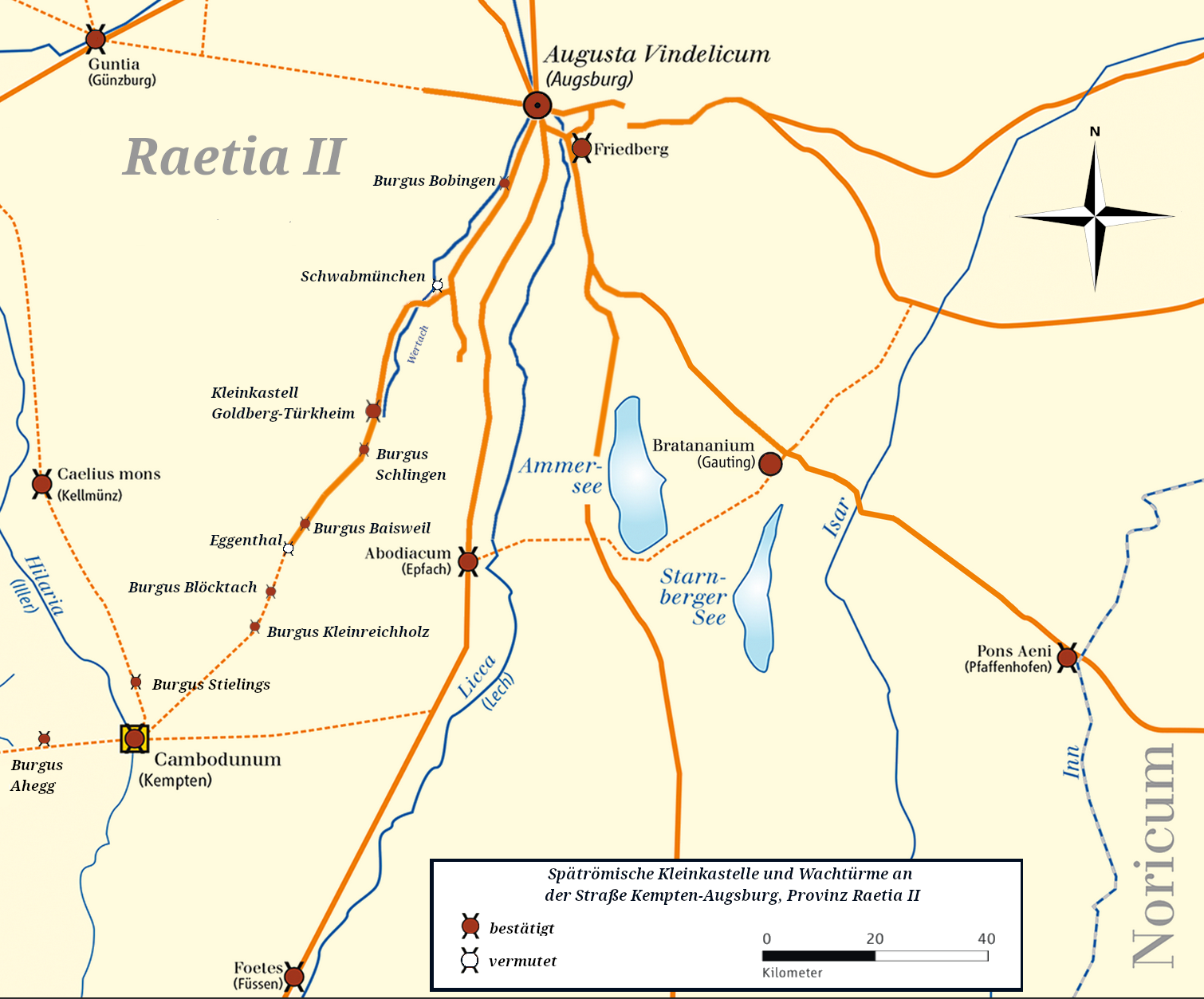
Kastelle und Burgi an der Straße Kempten-Augsburg, 4. bis 5. Jahrhundert n. Chr.

Das spätrömische Kleinkastell Goldberg-Türkheim (Rostrum Nemaviae) befindet sich im heutigen Bundesland Bayern, Markt und Verwaltungsgemeinschaft Türkheim, im schwäbischen Landkreis Unterallgäu in Deutschland und war Bestandteil der rückwärtigen Sicherungsanlagen des Donau-Iller-Rhein-Limes in der römischen Provinz Raetia II.
Die Befestigungsanlage gründet sich auf einen Straßenwachturm (burgus) des späten 3. Jahrhunderts. In diokletianischer und konstantinischer Zeit wurde das Turmareal mit einer Ringmauer, Türmen und einem umlaufenden Graben verstärkt. Im ausgehenden 4. Jahrhundert errichtete man vor der Westmauer einen Speicherbau (horreum). Vermutlich hatte das Kleinkastell eine Mehrfachfunktion inne. Ursprünglich war der burgus vielleicht nur als Signal- und Wachturm zur Straßensicherung gedacht, während das nachfolgende Kleinkastell als Nachschubdepot bzw. Etappenstation dienen sollte. Eine römische Siedlung konnte im Raum von Türkheim bisher nicht lokalisiert werden. Die Anlage wurde wahrscheinlich bis ins frühe 5. Jahrhundert von den Römern genutzt. Sie wurde im 9. und 10. Jahrhundert im Zuge der Errichtung einer mittelalterlichen Befestigung (Ministerialenburg?) fast vollständig abgetragen und weist heute nur mehr einen äußerst schlechten Erhaltungszustand auf.

## Name
Der Ort Rostrum Nemaviae wird nur im Itinerarium Antonini und der Tabula Peutingeriana erwähnt. Nach Egon Felder könnte der Name der spätrömische Station von der spätkeltischen Viereckschanze am Goldberg (sog. Poenburg) Nemavia = heiliger Ort, übernommen worden sein. Möglicherweise handelt es sich bei Rostrum ursprünglich um einen Flurnamen (= Geländesporn?). Demnach könnte er sich schon seit dem im ersten Jahrhundert n. Chr. als Geländebezeichnung etabliert haben und wurde dann auf das spätrömische Kastell übertragen. Die Region um Türkheim wurden nach fast fünf Jahrhunderten römischer Herrschaft von den Alamannen besetzt. Die ersten alamannischen Sippen siedelten sich nachweislich um das Jahr 500 in Ettringen und Irsingen an. Im 5. Jahrhundert kam es bei Zülpich zu einer Schlacht zwischen Franken und den Alamannen, aus der die Franken als Sieger hervorgingen. Um ihren Gebietsanspruch zu festigen, siedelten sie einen – wohl zwangsverschleppten – thüringischen Familienverband in Türkheim an. Die Entwicklung des Ortsnamens von Durinc-heim zu Türkheim lässt sich anhand von historischen Quellen nachweisen. Die erste urkundliche Erwähnung Türkheims, anlässlich einer welfischen Schenkung an das Kloster Weingarten, stammt aus dem Jahr 1090.

## Lage

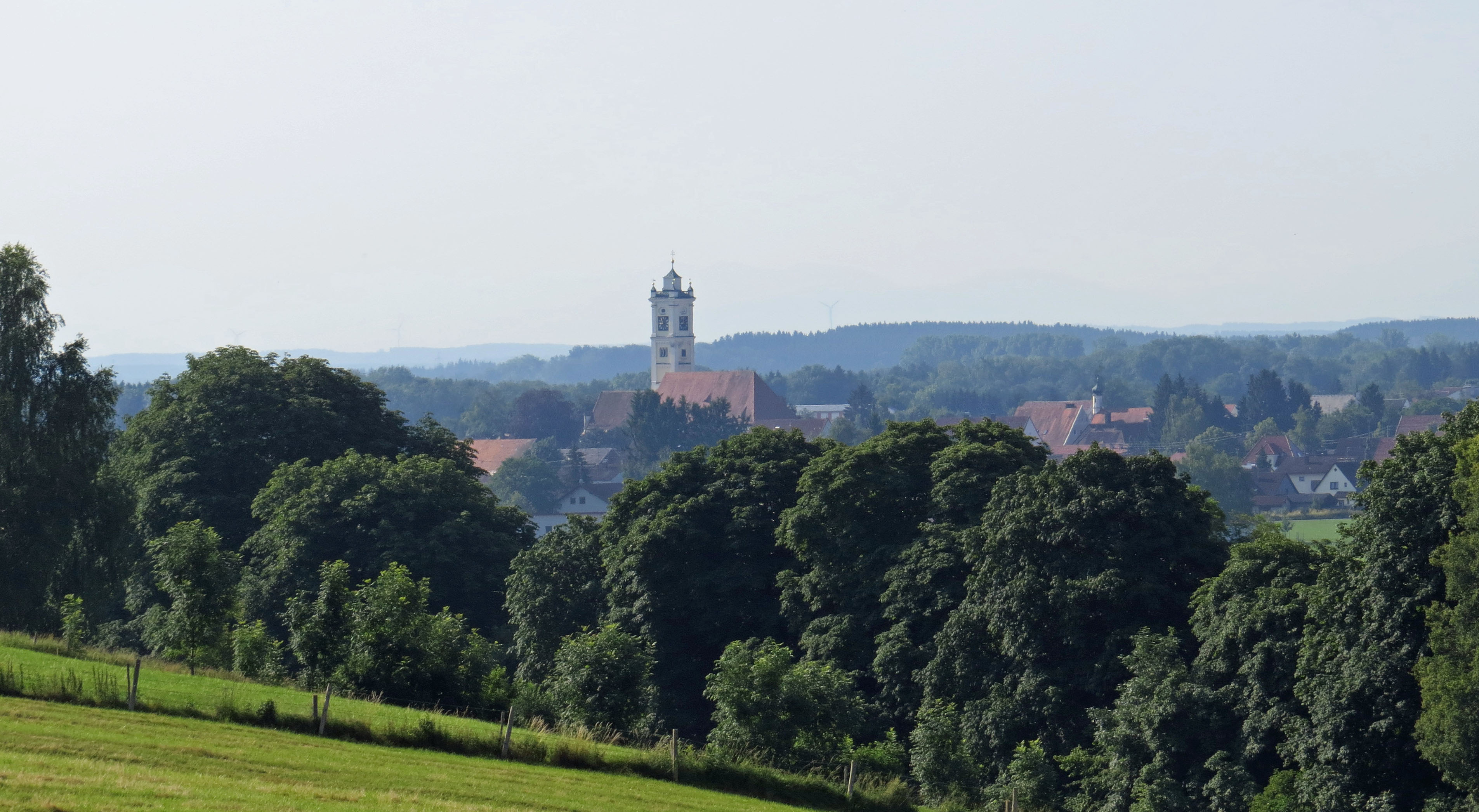
Türkheim von Nordwesten

Der Goldberg bei Türkheim ist kein besonders herausragender Geländepunkt in dieser Region. Die Gründe ihn über die Jahrtausende immer wieder als Siedlungsplatz zu wählen, war wohl seine günstige Lage, die gute Fernsicht, die sich von ihm aus bietet, der leichte Zugang zu frischen Quellwasser, aber sicher nicht seine Topographie, die nur wenig Schutz bot. Die Hochterrasse ist Teil der Wald- und Hügellandschaft rund um das Wertachtal und liegt 1,3 km nördlich von Türkheim, am westlichen Randgebiet des Flussales, auf dem Sporn der Iller-Lech-Platte, eine leichte Anhöhe, etwa 20 Meter oberhalb der heutigen Straße Augsburg-Kempten. Die damals dort vorbeiführende Römerstraße aus der frühen und mittleren Kaiserzeit (Distanz des Kastells zur Römerstraße rund 90 m) ist in ihrem Verlauf – teilweise anhand markanter Geländespuren – zwischen Kempten, Eggenthal (Navoa), Türkheim und Augsburg bekannt. In der Tabula Peutingeriana (Route 237) werden die Entfernungen zu den benachbarten Stationen folgendermaßen angegeben:
- Rostro Nemaviae mpm XXV -
- Campoduno (Kempten) mpm XXXII -
- Vemania (Isny) mpm XV -
- Brigantia (Bregenz) mpm XXIII -
- Arbore felice (Arbon) mpm XX.

Insgesamt befanden sich laut Itinerarium Antonini an der Route von Pons Aeni nach Brigantium acht Etappenstationen mit durchschnittlich 25 römischen Meilen Distanz zueinander und einer Streuung von 15 (Camboduno-Vemania) bis 32 milia passuum (Isinisco-Ambrae und Rostro Nemaviae-Camboduno).

### Meilenstein
Unter den im Kleinkastell verbauten Spolien befanden sich Fragmente von Grabdenkmälern der mittleren Kaiserzeit und im Nordwestturm der Ringmauer auch ein Meilenstein aus der Zeit des Septimius Severus (193–211). Ob er zu einem früheren Wachtturm oder vicus gehörte ist bislang unbekannt geblieben. Laut seiner Inschrift ließen der Imperator und seine Mitregenten, Caracalla (211–217) und Geta (211–212), im Jahr 201 die raetischen Straßen und Brücken wiederherstellen. Der Name des Geta wurde nach dessen Ermordung durch seinen Bruder im Jahre 212 wenig sorgfältig getilgt (damnatio memoriae). Das dortige Straßennetz war offensichtlich nach den Markomannenkriegen arg vernachlässigt worden, mit der Sanierung begann man wohl um das Jahr 195.

## Funktion
Derartige Stationen dienten als Rastpunkte, sog. mansiones, für durchmarschierende Truppen und Reisende in welchen sie und ihre Zug- oder Reittiere versorgen und übernachten konnten. Da sie in der Regel nicht mehr als acht, selten zehn oder mehr Wegstunden voneinander entfernt waren, markierten sie wahrscheinlich auch die Distanzen für die Tagesmärsche der Soldaten. Weiters konnten die Nutzungsberechtigten der Staatspost (cursus publicus) dort bei Bedarf ihre Pferde wechseln. Es ist daher anzunehmen, dass solche Poststationen (mutationes) in der Regel mit den Militärstationen zusammenfielen. Das Kastell am Goldberg diente später wohl auch als Versorgungsdepot für die comitatenses des mobilen Feldheeres. Vom burgus aus konnte man das Flusstal gut überblicken, in seinem Sichtfeld lag auch die Straße auf der Wertachterrasse. Eine Nachrichtenweitergabe mittels Licht- oder Rauchzeichen zur (vermuteten) Siedlung auf dem Stoffersberg, ferner zum Burgus Schlingen – und wohl einem weiteren in Schwabmünchen – wäre ebenfalls möglich gewesen. Die Errichtung von Signaltürme an wichtigen Straßenverbindungen gewann vor allem ab der zweiten Hälfte des 4. Jahrhunderts an Bedeutung. Die Straße Augsburg-Kempten (nach 260) knüpft mit dem (dort vermuteten) spätrömischen burgus in Kleinreichholz auch an die Kette der spätrömischen Grenzburgi zwischen Kempten und Kellmünz an. Der erste von ihnen, Burgus Stielings, liegt 13 km südwestlich am nächsten. Im Rahmen des tiefengestaffelten Sicherungssystems, wohl eher als „Alarmierungssystem“ zu bezeichnen, verlief wohl in spätrömischer Zeit die Kommunikation über die burgi von Blöcktach (vielleicht auch Eggenthal), Baisweil, Schlingen und Türkheim. Der Burgus Bobingen müsste dann als letzter Zwischenposten gedient haben um die Signale bis in die Provinzmetropole Augsburg weitergeben zu können.
Als Alarmierungsinfrastruktur waren die burgi an den Straßen zu größeren Militärstützpunkten oder Garnisonsstädten also durchaus denkbar. Für die Verteidigung der Provinz waren jedoch die im Hinterland stationierten Truppenverbände der mobilen Feldarmee zuständig. Derartige Signal- oder Wachttürme innerhalb einer römischen Befestigung sind mehrfach vermutet oder nachgewiesen worden. Was den burgus am Goldberg zudem von den valentinianischen burgi unterscheidet, ist seine frühe Entstehungszeit um 300. Er dürfte als Wach- und Nachrichtenübermittlungsstation fungiert haben, hatte aber wohl auch schon örtliche Sicherungsaufgaben und diente zusätzlich als Halte- und Verproviantierungspunkt an der Straße Augsburg-Kempten.
Auch als Sammelstelle oder Depot für Naturalabgaben der örtlichen Bevölkerung könnte das Kastell auf dem Goldberg genutzt worden sein. Dabei muss aber zwischen der zivilen und militärischen Funktion unterschieden werden. Im militärischen Kontext war die Kampfkraft der römischen Armee von ieinem regelmäßigen Nachschub abhängig. Es galt einerseits die Anmarschstraßen zu schützen, andererseits auch die dazugehörigen Speicherbauten, welche in der Spätantike manchmal durch umwehrte burgi gesichert wurden. Neben einer Versorgungsbasis der Armee oder als Wachposten entlang der Versorgungsrouten könnte für den Goldberg auch eine zivile Nutzung in Frage kommen. Die spätrömische Landwirtschaft wurde zum größten Teil von Großgrundbesitzern kontrolliert. Ihre Güter wurde von Prokuratoren verwaltet und durch Zeit- oder Dauerpächter (coloni) bewirtschaftet. Diese waren dazu verpflichtet periodisch einen festgelegten Geldbetrag oder Anteil ihrer erwirtschafteten Güter an den Landeigentümer abzugeben. Als eine solche Abgabe- und Sammelstelle könnte die Kleinfestung am Goldberg also ebenfalls in Frage kommen.

## Forschungsgeschichte

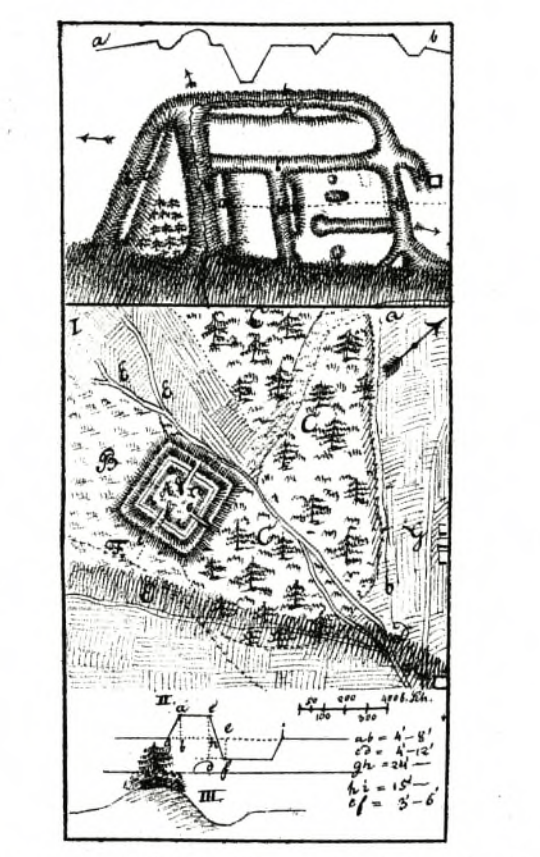
Antike Baureste am Goldberg (oben) und Poenburg (unten), Johann Nepomuk v. Raiser, 1830

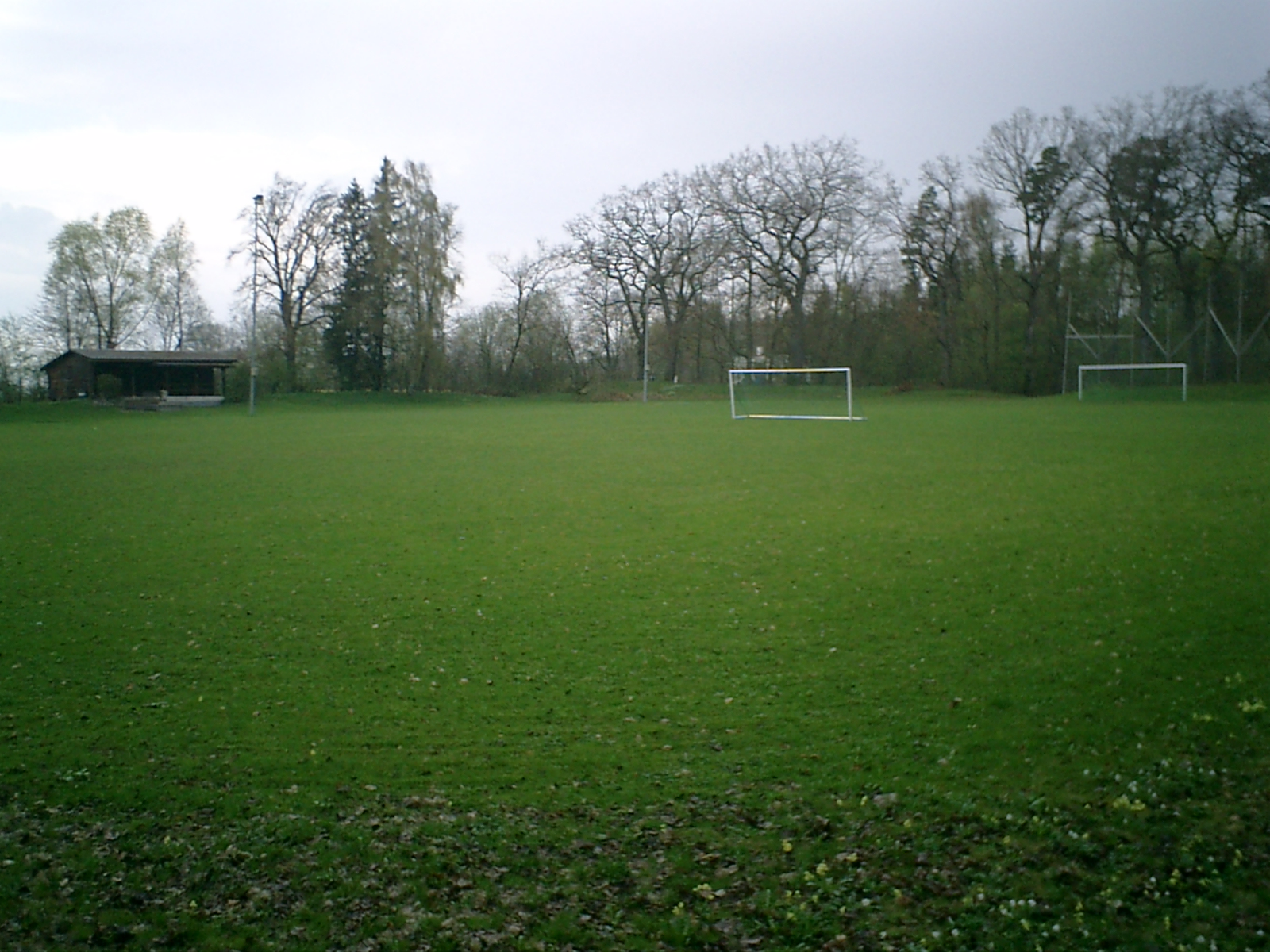
Die ehemalige Keltenschanze (Poenburg) dient heute als Sportplatz

Seit 1820 setzte Johann Nepomuk von Raiser Rostrum Nemaviae mit Navoe gleich und vermutete es daher in Obergünzburg. Zehn Jahre später erkannte er seinen Irrtum; denn Navoe lag, wie er ausführt, 20, Rostrum Nemaviae 35 römische Meilen von Kempten entfernt. Er verortete daher Navoe nahe Eggenthal und Rostrum Nemaviae auf dem Goldberg bei Türkheim. Gleichzeitig veröffentlichte er die erste Planzeichnung der damals noch sichtbaren Kastellreste. Am Goldberg hatten damals auch bereits erste Grabungen durch den königlichen Landgerichtsassessor Ludwig von Pieverling stattgefunden. Bis Anfang des 20. Jahrhunderts folgten weitere Untersuchungen am Goldberg, allerdings führte die damals nur mangelhafte Kenntnis über antike Bautechniken und Material zu einigen Missinterpretationen.
Weitere Untersuchungen fanden in den 1940er Jahren unter der Leitung von Ludwig Ohlenroth am Sporn des tertiären Wertach-Hochufers statt. Nach dreijähriger Arbeit war der Verlauf der Mauerzüge in ihrem vollen Umfang erkundet worden. Über das Innere und die Umgebung des Kleinkastells war dagegen so gut wie nichts bekannt. Verbunden mit den Grabungen an der römischen Station war auch die von Ohlenroth und Striebel 1942 entdeckte sog. Poenburg, ein keltischer Befestigungsring aus der Latènezeit. Er lag rund 700 m südwestlich des Goldbergs am Rand des tertiären Hügellandes über dem Flossachtal. Das Kriegsende machte aber weitere Untersuchungen unmöglich. 1958 wurde von der Bayerischen Akademie der Wissenschaften (BAdW) eine Kommission zur Erforschung des spätantiken Raetiens gegründet. Man konzentrierte sich dabei vor allem auf Vemania (Isny) und den Goldberg, aber auch eine vermeintliche Turmstelle bei Blöcktach wurde durch Norbert Walke dokumentiert. Die Kommission erwarb Ohlenroths Grabungsunterlagen und begann im Sommer 1958 erneut auf dem Goldberg zu graben. 1958 bis 1961 fanden dort unter der Leitung von Norbert Walke insgesamt vier Grabungskampagnen statt. Einerseits wollte man damit Ohlenroths Befunde nachprüfen, andererseits sollten neue Grabungsmethoden angewandt werden. Sie erbrachten zwar weitere Erkenntnisse über den Befund und das Fundmaterial, ließen jedoch noch keine verbindlichen Aussagen über das Aussehen des Kleinkastells zu. Bei den Grabungen wurden der spätrömische burgus samt Ringmauer und Graben aus der ersten Hälfte des 3. Jahrhunderts und ein Gehöft aus der Hallstattzeit freigelegt. Zu den unverhofften Überraschungen der Grabungen zählte im Jahre 1961 auch die Entdeckung einer bronzezeitlichen Siedlung auf den Resten der Niederterrasse nördlich der spätrömischen Befestigung. Für zukünftige Untersuchungen blieben noch die Aufdeckung des Gräberfelds des spätrömischen Kastells, die antike Zufahrt zum Goldberg und der Nachweis einer möglichen mittelkaiserzeitlichen Straßenstation oder Siedlung. Die Grabungsfunde befinden sich heute in der Sammlung des Römermuseums Augsburg.

## Entwicklung
Als die Römer im Jahre 15 v. Chr. Raetien besetzten, trassierten sie entlang der Wertach eine Straße, die von Cambodunum (Kempten) nach Augusta Vindelica (Augsburg) führte. Nach Aufgabe des Obergermanisch-rätischen Limes (siehe auch Limesfall und Reichskrise des 3. Jahrhunderts) im 3. Jahrhundert, zogen sie sich wieder auf die alte Grenzlinie an Rhein und Donau zurück. Daraufhin errichtete man Ende 3. Anfang des 4. Jh. auf dem Goldberg eine Befestigungsanlage - "Rostro Nemaviae". Der burgus könnte im Kontext einer Straßensanierung und möglicherweisen Erweiterung unter Kaiser Probus (276–282), vermutlich um 283 n. Chr., entstanden sein. Ob die spätrömischen burgi in Zusammenhang mit einer solchen Straßenerneuerung in Verbindung standen ist nicht überliefert, auch Meilensteine sind aus dieser Zeit bisher nicht gefunden geworden. Allerdings ist es naheliegend, dass Probus dementsprechende Baumaßnahmen anordnete, um wichtige Straßenverbindungen wieder in einen annehmbaren Zustand zu versetzen. Deswegen entstanden wohl auch am Ende des 3. Jahrhunderts in Raetien burgi, deren Besatzungen für die Sicherung und (möglicherweise) auch Instandsetzung der Straßen verantwortlich waren. Ursprünglich wohl als Signal- oder Wachturm konzipiert, avancierten einige nach ihrem Ausbau evtl. zum Depot bzw. zur Etappenstation des Cursus publicus und durchziehender Militärverbände.
Unter den Kaisern Valentinian I. (364–375) und Gratian (367–383) wurde in einer zweiten Ausbauphase ein großangelegtes Festungsbauprogramm an der oberen Donau, am Hochrhein und am Bodensee initiiert. Sie sollte es den stetig nachdrängenden Germanenstämmen erschweren, ins Reichsgebiet einzuwandern. Besonders gefährdete Grenzabschnitte am Hochrhein und zwischen Bregenz und Iller wurden im 4. Jahrhundert massiv mit neuen Kastellen und zahlreichen Wachtürmen oder Kleinfestungen (burgi) gesichert. Diese Festungskette wurde noch zusätzlich durch eine Reihe rückwärtiger Kastelle verstärkt, die die wichtigsten Anmarsch- und Nachschubstraßen zum Rhein-Donaulimes sichern sollten. Nach den Juthungeneinfällen 357/358 und damit verbundener Versorgungsengpässe ordnete Valentinian I. um 370 den Bau weiterer Klein- oder Binnenkastelle im Hinterland der Grenzregion an. Sie standen an wichtigen Fernstraßenverbindungen, manche verfügten zusätzlich über Getreide- und Lebensmittelmagazine (horrea), wie beispielsweise die in Schaan, Innsbruck-Wilten (Veldidena), Eining und auch der Stützpunkt am Goldberg. Jüngere Kastellneubauten sind ansonsten für Raetien unbekannt, im Verlauf der ersten Hälfte des 5. Jahrhunderts wurden noch vereinzelt Instandsetzungen an den Wehranlagen vorgenommen, am Kastell Goldberg fanden sich in diesem Kontext aber keine diesbezüglichen Spuren.
In seinen letzten Jahren diente das Kleinkastell (vielleicht aber auch schon ab dem späten 4. Jahrhundert) wohl als Fluchtburg bzw. Höhensiedlung der örtlichen Bevölkerung. Auch nach den Feldzügen des westlichen Heermeisters, Flavius Aëtius, 430/431 gegen die Juthungen ist – nach den archäologischen Spuren zu urteilen – weiterhin von der Anwesenheit regulärer (allerdings personell stark reduzierter) Militäreinheiten an der Grenze auszugehen, zumindest in den größeren Limeskastellen. Laut der Vita des Severin von Noricum, harrte in Passau (Batavis) um 470/480 noch ein numerus Batavinus auf seinem Posten aus. Ein Indiz für die Auflösung der Römerherrschaft in Bayern in diesen Jahren ist auch, dass in der 2. Hälfte des 4. Jahrhunderts das Legionslager in Regensburg (Castra Regina) nur mehr mit germanischen Föderaten (Bajuwaren?) belegt war, dennoch aber bis weit ins 5. Jahrhundert formell noch zum weströmischen Reich gezählt wurde. Der endgültige Zusammenbruch des weströmischen Staates erfolgte wohl um das Jahr 476.
Für ein Fortbestehen des Goldbergkastells im 5. Jahrhundert gibt es keine archäologischen Beweise. Erst aus der ersten Hälfte des 6. Jahrhunderts liegen wieder Funde vor: zwei ostgotische Münzen und Bruchstücke einer glättmusterverzierten Schale. Wahrscheinlich die Hinterlassenschaft einer Gruppe von Germanen, die kurzfristig im Kastell lagerte, sie taugen jedoch nicht als Zeugnisse für eine fortdauernde militärische oder zivile Nutzung. Nach einer Neubewertung des Materials aus dem frühen 6. Jahrhundert vom Goldberg geht man nun aber von einer kontinuierlichen militärischen Nutzung des Kastells bis in die Regierungszeit Theoderichs des Großen (493–526) aus. Danach war erst im achten Jahrhundert der rückwärtige Teil des Kleinkastells wieder bewohnt, der östliche Ausläufer seines Areals wurde eingeebnet.

## Garnison

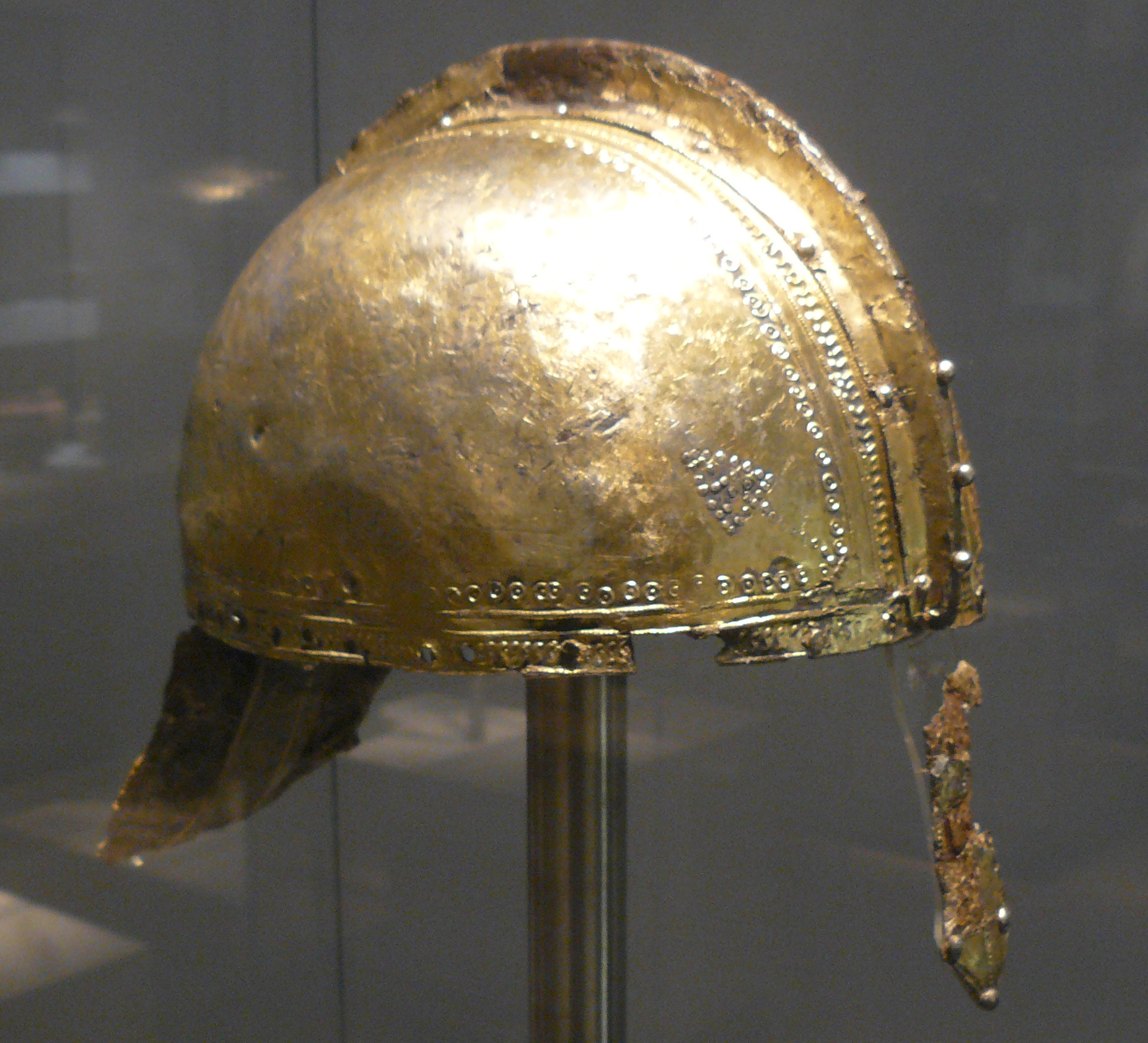
Ein aus der Wertach geborgener spätrömischer Kammhelm (Germanisches Nationalmuseum Nürnberg)

Die Besatzung der Straßenposten des mittelkaiserzeitlichen Raetiens bestand nach Helmut Bender in der Regel aus beneficiarii, die mit den heutigen Militärpolizisten vergleichbar sind. Es handelte sich dabei meist um Legionäre, welche dem Statthalter unterstanden. Aus dakischem und thrakischem Provinzen sind Inschriften bekannt, die die Besatzung der dortigen burgi als "burgarii" bezeichnen. Ob sie zu eigenständigen Einheiten gehörten oder lediglich Milizionäre waren, ist fraglich. In den Nordwestprovinzen belegen bisher keine schriftlichen Quellen ihre Existenz. Darum geht man in der Forschung weiterhin davon aus, dass es sich auch bei der Besatzung spätrömischer burgi um Benefiziarier gehandelt haben könnte.
Die spätrömischen Funde vom Goldberg zeigten, dass sich während der Tetrarchenzeit, und auch in der valentinianischen Herrschaftsperiode, offenbar Militärangehörige im Kleinkastell aufhielten. Phase I und II lieferten zudem auch germanisches Fundmaterial, während in den beiden anderen Phasen keine militärischen und die germanische Funde zum Vorschein kamen. Vor diesem Hintergrund erscheinen jedoch die merkwürdigen Befunde etwas verständlicher. Auf eine vermutlich zivile Straßenstation aus der Zeit des Probus folgte der unter militärischer Regie durchgeführte Bau des burgus und der Ringmauer. Nach Abzug der Truppen, denen offenbar auch Germanen angehörten, wurde die Kleinfestung nach einem längeren Baustopp durch zivile Kräfte vollendet. In der valentianischen Phase avancierte der Goldberg dann wohl zur Nachschubbasis für die reguläre Armee (comitatenses und limitanei). Das Kastell am Goldberg wird jedoch nicht in der westlichen Notitia Dignitatum (Occ. XXXV, Dux Raetiae) aufgelistet, bzw. dort als Stationierungsort von limitanei erwähnt. Die nächstgelegenen regulären Einheiten waren die des „Praefectus legionis tertiae Italicae pro parte media praetendentis a Vimania“ (Isny) Cassiliacum usque (Memmingen?), Cambidano (Kempten), eine etwa 200 Mann starke Vexillation der Legio III Italica. Das Kastell gehörte administrativ wohl zur Zivilverwaltung des amtierenden praeses provinciae bzw. dem vicarius diocesis Italiae annonariae, die für die Versorgung der in ihrem Verwaltungssprengel aufhältigen Truppen verantwortlich waren. Das Kleinkastell wurde demnach im 4. Jahrhundert nicht vom Militär unterhalten.

## Kleinkastell

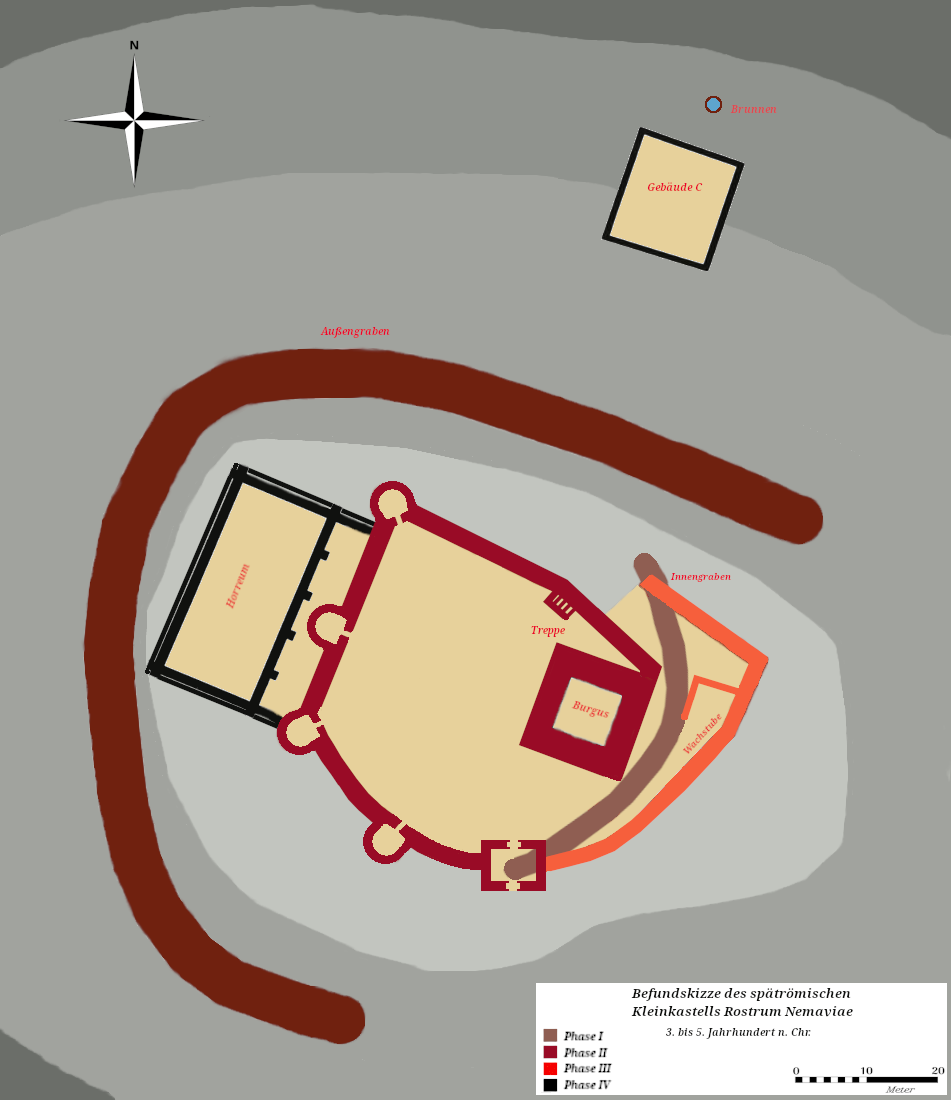
Bauphasen des Kleinkastells, 3. bis 5. Jh. n. Chr.

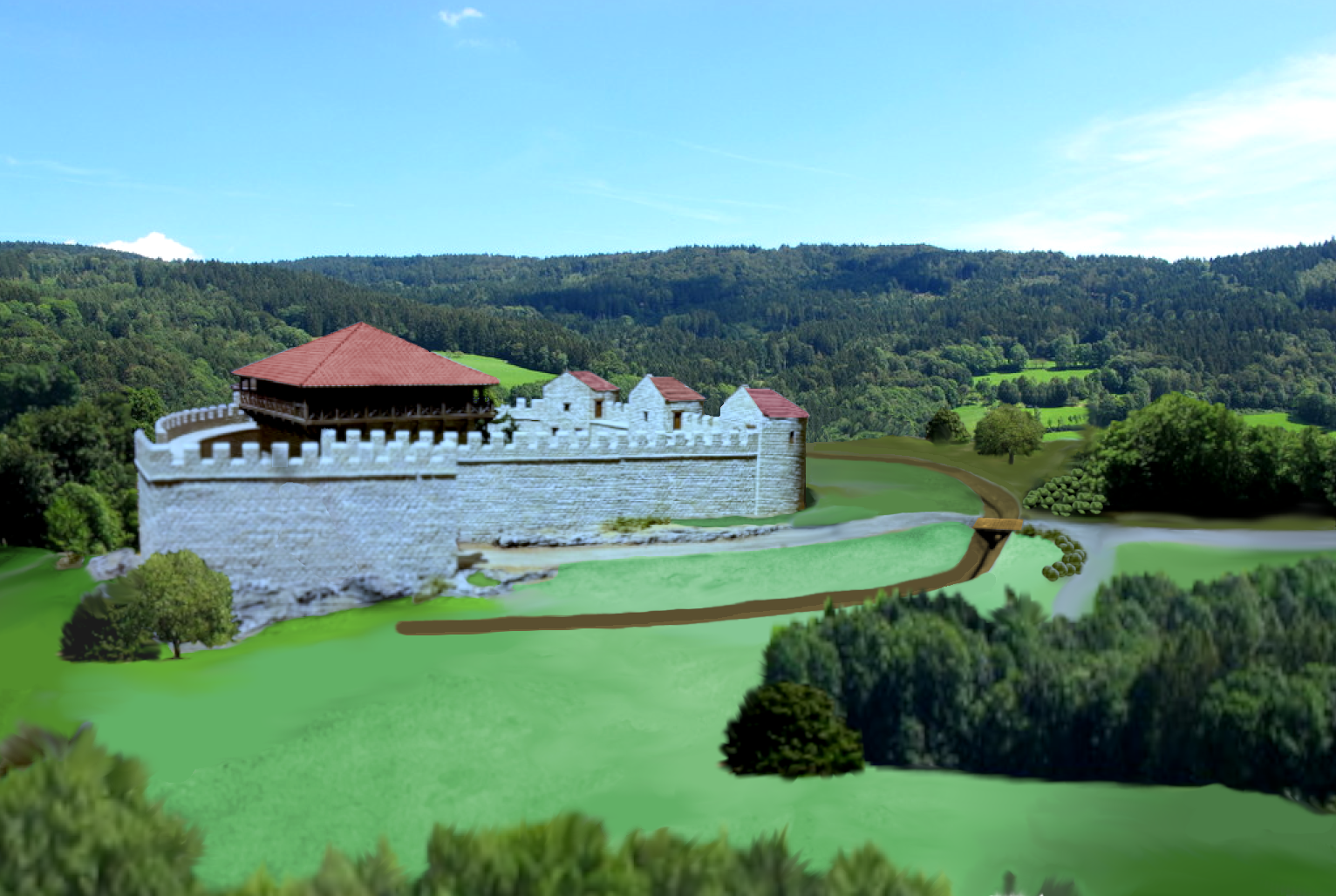
Rekonstruktionsversuch des Kleinkastells, Sicht aus NO, Zustand Mitte des 4. Jh. n. Chr.

Die ersten römischen Spuren (Bauphase I) lassen sich in die Zeit vor 283 datieren. Der Umfang der frühesten Goldberg-Befestigung macht wahrscheinlich, dass seine Besiedlung in der Zeit von Aurelian und Probus zumindest geplant war. Hierzu gehört unter anderem auch der innere Spitzgraben, der in nächster Nähe zum spätrömischen burgus (Bauphase II) verläuft. Seine unterste Füllschicht und die unmittelbar darüber, beweisen, dass in der frühesten (spät)römischen Periode auf den Goldberg Gebäude gestanden haben müssen, die aber archäologisch nicht mehr nachgewiesen werden können. Vielleicht gehören auch die Fundamentreste, die im Innern des burgus gefunden wurden noch dieser Periode an. Ein Großfeuer um 283, die aus der unteren Brandschicht des Grabens und den verschmolzenen Münzen des Hortfundes ersichtlich ist, und die höchstwahrscheinlich auf Feindeinwirkung zurückgeht, beendete die erste spätrömische Ausbauphase. Danach wurde die Station zu einem d-förmigen, nach Nordosten ausgerichteten Kleinkastell erweitert und mit vier halbrunden und zwei viereckigen Türmen, samt umlaufenden Graben (Breite der Berme 25 m) verstärkt. Zusammengenommen hatte die Festungsanlage im Endausbau einen Durchmesser von etwa 150 m. Valentinianische Kleinfestungen in Britannien (siehe Signalstationen in Yorkshire) wurden laut einer dort aufgefundenen Bauinschrift als „castrum et turres“ bezeichnet. Unter Valentinian I. errichtete man vor der Westmauer des Kleinkastells noch zusätzlich ein Speichergebäude (Horreum). Das zu dieser Zeit wohl schon ruinöse Kleinkastell wurde im 9. und 10. Jahrhundert, im Zuge der Errichtung einer mittelalterlichen Burg, fast vollständig abgetragen.
Insgesamt konnten vier römische Bauphasen festgestellt werden:
Phase I
Ihr gehört der durch einen Münzhort von 18 Antoninianen datierbare, den Hang des Goldbergs umziehende innere Spitzgraben an. In seinen Füllschichten konnten zwei Brandhorizonte beobachtet werden. Der untere mit dem Münzhort stammt aus der Zeit um 283, der obere laut einer Münze des Crispus (317–326), aus den Jahren 323/4.
Phase II
Wahrscheinlich um 300 begann man mit der Errichtung des Wachturms, in dessen Umfeld sich auch gehäuft Münzen und Fundmaterial der Tetrarchenzeit fanden, der innere Spitzgraben wurde nicht mehr gereinigt und wurde durch Erosion im Laufe der Zeit wieder eingeebnet. Ebenfalls noch in der Tetrachenzeit (293–324) wurde mit dem Bau einer massiven, an ihrer West- und Südwestseite mit Hufeisentürmen bewehrten Kastellmauer begonnen, die sich mit denen von Arbon und Kellmünz vergleichen lässt. An ihrer Südseite (im Bereich des Südturms) deuten die Befunde auf eine plötzliche Unterbrechung der Bauarbeiten hin. Dies könnte mit einem Brandereignis in Zusammenhang stehen, das durch verschmolzene Münzen und die in die Zeit um 323/4 datierbare obere Ascheschicht des inneren Spitzgrabens zeitlich eingegrenzt werden konnte.
Phase III
In der Regierungszeit Konstantin I. (306–337), wurde die Nordostmauer des Goldbergkastells fertiggestellt. Kennzeichnend für diesen Bauabschnitt ist die weniger kompakte Bauweise mit geringerer Fundamentbreite und das Fehlen von Hufeisentürmen. Vor der Ringmauer wurde – mit dem in spätrömischer Zeit üblichen großen Abstand – ein neuer Spitzgraben ausgehoben, seine Verfüllung lieferte im Wesentlichen Funde aus konstantinischer und valentinianischer Zeit. Der konstantinischen Zeitperiode gehört auch eine Bebauung mit Holzhäusern auf der dem Goldberg nordöstlich vorgelagerten Niederterrassenstufe an. Dieser vicus extra muros wurde schon kurz nach der Mitte des 4. Jahrhunderts wieder zerstört, wahrscheinlich im Zuge des Juthungeneinfalls von 357, bei dem vielleicht auch das Kleinkastell beschädigt wurde.
Phase IV
Die letzten, datierben römischen Bautätigkeiten am Goldberg fallen in die Regierungszeit Valentinians I. (364–375): Extra muros wurden zwei größere Steingebäude errichtet. Direkt vor der Westmauer wurde ein Horreum mit verstärkten Außenmauern hochgezogen und beidseitig mit der Kastellmauer verbunden. Auf einer Niederterrasse im Nordosten des Goldberges entstand ein quadratisches Gebäude unbekannter Funktion, das mit Glasfenstern ausgestattet war und in dessen Innenbereich zwar kaum Keramik aus valentinianischer Zeit, dafür aber einige Metallfunde, darunter das Fragment einer vergoldeten Zwiebelknopffibel zum Vorschein kam.

### Burgus
Der in Stein errichtete und im Grundriss quadratische Wachturm, war nur mehr sehr schlecht erhalten, die Fundamente waren zum großen Teil restlos ausgerissen worden, die Baugrube teilweise bis zur Unterkante abgetragenen. Da weder die Südwest- noch die Nordostecke erhalten geblieben sind, besteht über seinen Grundriss keine absolute Gewissheit. Er wies eine Seitenlänge von etwa 15 m mal 15 m auf. Ein vergleichsweise großes Exemplar, denn die bisher bekannten burgi an Rhein und Donau variieren in ihren Seitenlängen zwischen 8 m und 12 m. Auch die Breite des Fundaments war mit 3,3–3,5 m bemerkenswert massiv, vermutlich wies das aufgehende Mauerwerk dieselbe Stärke auf. Es könnte jedoch sein, dass die Mauerstärke im Aufgehenden reduziert worden ist. Mit gewissen Einschränkungen werden die zum Teil noch zweistöckig erhaltenen Centenarien in Nordafrika, die ab der Mitte des 3. Jahrhunderts entstanden, eine vage Vorstellung davon geben können, wie der Burgus am Goldberg einst ausgesehen haben könnte. Unter den spätrömischen Wehranlagen Raetiens kam bislang nichts Vergleichbares ans Tageslicht, eventuell könnte der Turm des Kastells am Bürgle (Gundremmingen) dafür herangezogen werden. Somit hat Irmgard Moosdorf-Ottingers Vergleich der größeren burgi mit den centenaria am tripolitanischen Limes auch bei diesem burgus seine Berechtigung. Ein Vorgängerbau lässt sich durch die Befunde der stratigraphischen Untersuchung im Außenbereich wohl ausschließen. Fragen wirft das aus in Mörtel gebundenen Ziegel- und Tuffstücken bestehende Fundament auf. Demnach müsste der Turm aus der Bauphase I des Kleinkastells stammen (Regierungszeit des Aurelian (270–275) oder Probus (276–282)). Handelt es sich dabei jedoch um das Fundament eines Vorgängerbaus, so kann er erst in der Zeit der ersten Tetrarchie erbaut worden sein. Wahrscheinlicher ist jedoch, dass der Wachtturm nicht vor 283 entstand. Auch der innere Spitzgraben aus der Bauphase I (vor 283) verläuft in punkto Ausrichtung zum burgus eher untypisch, eine zeitgleiche Entstehung von burgus und Graben lässt sich damit ausschließen. Zudem spricht der Mangel an Funden aus den Jahren 270–283 n. Chr. nicht für eine klare Einordnung in diese Zeitperiode. Wolfgang Czysz datiert den burgus – und damit die Bauphase II – in die Zeit um 300.
Im Umfeld wurde zudem eine Vielzahl an Siedlungsstrukturen aus tetrarchischer Zeit dokumentiert. Vor dem Bau musste erst das Terrain ausgeglichen werden, ein Indiz hierfür stellen das Vorhandensein mehrerer Lehmschichten dar. Hüttenlehmbrocken lassen Lehmfachwerkbauten in der näheren Umgebung annehmen, Beweise hierfür kamen jedoch bislang nicht ans Tageslicht, es sei denn, dass Obergeschoss des Burgus war in Fachwerktechnik ausgeführt worden. Keramikfunde kamen nur vereinzelt zum Vorschein und wurden daher von Moosdorf-Ottinger nicht zur Datierung herangezogen. Am Nord/Nordost Fundament wurde eine mittelalterliche Brandschuttschicht beobachtet. Welcher zeitliche Abstand zwischen den römischen Baustrukturen und den mittelalterlichen Schichten liegt bzw. wann oder ob der burgus noch eine Nachnutzung erfuhr, bleibt unklar. Reste von Zwischenwänden oder eine geschlossene römerzeitliche Kulturschicht haben sich im Innern des Turmes nicht erhalten. Ob die in der Rekonstruktion vermutete Höhe von 12 m bereits zum ursprünglichen Konzept gehörte (Erdgeschoßhöhe 6 m mit möglicher Unterteilung, 1. Stock 2,70 m, 2. Stock 3,30 m), bleibt spekulativ. Man nimmt an, dass nach dem Bau der Ringmauer der Burgus noch um ein Stockwerk erhöht wurde (3,30 m). Die ursprüngliche Höhe könnte 8,70 m betragen haben.
Der Turm der valentinianischen Zeitperiode kann damit folgendermaßen rekonstruiert werden: Erdgeschoss 6 m, das entspricht der mutmaßlichen Höhe der Ringmauer, 1. Stock 2,70 m, das ist die vermutete Höhe des ersten Stockes der Rundtürme an der West- und Südmauer. Er war wohl als Wohnraum konzipiert, das oberste Stockwerk beherbergte die Wachstube und war Lagerraum für Signalgeber, Waffen, Ausrüstung etc. Eine umlaufender Balkon aus Holz wäre ebenfalls möglich. Das bisherige Fundmaterial gibt auch Aufschluss über mögliche architektonische Merkmale des burgus. Mehrere Ziegelfragmente könnten ein Hinweis auf ein mit diesen Ziegeln gedeckten Dach des burgus sein. Die Abdeckung mit einem bis über den Balkon vorgezogenen Pyramidendach aus Ziegeln ist daher sehr wahrscheinlich. Das Fragment eines Säulenschaftes aus Tuffstein liefert Indizien für das Vorhandensein einer Plattform mit Steinsäulen, wie man sie auch von den Steintürmen des Odenwaldlimes kennt. Generell war ein derartiger Limestturm auch in mehrere Innenräume unterteilt. Nur selten wurden Estrichspuren beobachtet, meist findet man nur gestampfte Lehmböden vor. Der Innenbereich von Wachttürmen im Hinterland der Grenze war vor der Regierungszeit der Tetrarchenkaiser vermutlich ebenfalls in mehrere Räume gegliedert.

### Ringmauer
Die Kastellmauer umschließt eine Fläche von rund 1520 m². Sie ist in ihrem West- und Südteil – für ein Kleinkastell ungewöhnlich – besonders massiv ausgeführt worden. Die Kastellmauer gliedert sich in die turmbewehrte West- und Südwestseite (auch der noch am besten erhaltene Anschnitt), der die gefährdetsten Stellen gegen das Hinterland abriegelt, und in die weitaus schwächer ausgebaute Ost- und Nordseite, die die Terrassenkante über den Abhängen des Goldbergs sicherte. Die ursprüngliche Fundamentbreite betrug bis zu 4,4 m. Sie wurde jedoch schon nach den ersten drei Rollierungsschichten an der Innenseite um etwa 1,0 bis 1,7 m reduziert. Die Umwehrung entstand in der Phase III und war im Aufgehenden bis zu 3,00 m stark, im Westen und Süden dürfte sie eine Höhe von bis zu 6 m erreicht haben. Ein Zinnenkranz (abgedeckt mit Zinnendeckel) als Brustwehr ist wahrscheinlich.
Die Mauersektion zwischen West- und Südwestturm liegt zum Teil im Bereich des mittelalterlichen Grabens und war nicht mehr sehr gut erhalten. Während der West- und Südwestteil der Mauer eine durchgehendes Fundament von Mauer und Türmen zeigte, konnte man im Südteil eine Unterbrechung beobachten. Wahrscheinlich wurde dort zunächst eine Baugrube angelegt und die unterste Schicht der Steinpackung eingebracht, diese wurde dann aber, wohl infolge einer Planänderung, wieder mit einer dicken Lehmschicht bedeckt. Darüber und zum Teil darin eingetieft wurde später eine zweite Baugrube ausgehoben.
Vergleichbare Befunde ergaben auch die Grabungen im Bereich des Südtores. Der Südostteil der Mauer war noch schlechter erhalten als ihre Abschnitte im Südwesten und Westen. Die Fundamente waren durch den mittelalterlichen Steinraub völlig ausgebrochen, die Außenkante der Baugrube war – wie an der Nordmauer – aufgrund der Hanglage abgerutscht.
Der Anschluss der Nordmauer an die Westmauer wurde ebenfalls untersucht. Nach dem Grabungsplan zeigte sich ein gerader Mauerabschluss, beide waren also nicht miteinander verbunden. Ihre Überreste bestanden aus sauber zugerichteten Tuffquadern, die zum Teil noch im Verband erhalten waren. Einige Indizien sprechen für einen Wiederaufbau nach einem Großbrand. Die an das Südtor anschließende Ostmauer und die Nordmauer halten einem Vergleich mit dem massiv ausgeführten Westabschnitt nicht stand. Für einen weiteren Hufeisenturm, den man dort erwarten würde, fehlt jedoch der archäologische Beweis. Der Nordostturm (Wachstube) entstand offenbar zeitgleich mit der Ostmauer. Von der Westmauer unterscheidet sie sich durch ihre Konstruktion, die besonders gut an der Innenmauer des NO-Turms beobachtet werden konnten. Hier wurden neben Rollkieseln und Ziegelstücken auch Spolien in die untere Fundamentschicht eingebracht, die aber vorher noch zugerichtet worden waren. Spolien kamen außerdem in der Außenmauer des Südturms und im Sockel des Westturms zutage.

### Türme und Tore

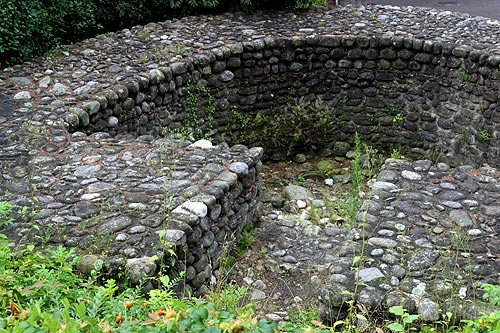
Konservierte Fundamente des Hufeisenturmes VI in Arbon

Die vier halbrunden Türme (Hufeisenturm) hatten einen Durchmesser von 7,1 bis 7,4 m und sprangen 3,2 bis 3,5 m über die Mauer vor. Der Westturm ist durch eine Sockelvorlage auf einen Durchmesser von 8,5 m verstärkt und springt bis zu 6 m über die Mauer vor. In Höhe des Wehrganges wird für jeden der Hufeisentürme (Nordturm, Nordwestturm und Westturm) ein durch ein Ziegeldach abgedeckte Wachstube angenommen. Zwei Bogenfenster dienten der Beleuchtung und zur Beobachtung der Mauerssektionen zu beiden Seiten des Turmes, zwei der Kontrolle des Kastellvorfelds. Diese Fenster dürften auch groß genug gewesen sein, um im Verteidigungsfall von dort aus Schleuderwaffen gegen die Angreifer einzusetzen zu können. Die Dächer der Zwischentürme waren wohl nicht über die Mauerbrüstung vorgezogen (wie beim Burgus), auch dürften sie flach nach hinten gezogen worden sein mit in der Höhe der äußeren Mauerstirn ansetzendem First. Das Erdgeschoss der Hufeisentürme (6 m hoch, möglicherweise unterteilt) könnte Wohn- oder Lagerzwecken gedient haben.
Im Gegensatz zu den Hufeisentürmen an der West- und Südwestmauer ist das Südtor ein späterer Anbau, deren Fundament im inneren schon ursprünglich eine rund 3,5 m breite Lücke aufwies, die bei seiner Anlage noch vergrößert wurde. Der im Grundriss quadratische Torturm, mit Seitenlängen von rund 8, 10 und 12,5 m, dürfte die gleiche Höhe wie die restlichen Zwischentürme gehabt haben. In seinem Untergeschoss befand sich der Durchgang, als Abdeckung ist ein Pyramidendach aus Ziegeln wahrscheinlich. Das Südtor war wohl von Anfang als solches geplant, vielleicht wie im Kastell Kellmünz von zwei halbrunden Türmen flankiert. Zur Ausführung kam dann letztendlich nur ein einfacher Torturm. Die ins Turminnere ragende Baugrube der Umfassungsmauer wurde mit Lehm verfüllt. Darüber hinaus gibt es dort Anzeichen, dass auch dort der Verlauf der Umfassungsmauer etwas abgeändert wurde.
Ein kleines rechteckiges Geviert an der Nordmauer dürfte kein Zwischenturm, sondern nur ein Treppenaufgang gewesen sein. Ein Dach kommt daher dort nicht in Frage, vermutlich war es an der Oberseite evtl. durch ein Geländer oder eine Brüstung gesichert. Das zwingerartige Nordtor befand sich an der Stelle der überlappenden Mauerwangen. Schwieriger gestaltet sich die funktionale Zuordnung des Mauerwinkels am Nordtor. Eine Rekonstruktion als kleiner, in die Umfassungsmauer einbezogener, rechteckiger Turm, wie er auch aus Epfach und Kellmünz bekannt ist, erscheint am plausibelsten. Die dort nachgewiesene Herdstelle spricht für eine Art Wachhaus, von dem man aus ein- und ausgehende Personen oder Fuhrwerke kontrollieren konnte. Auch die Interpretation als zusätzlicher Treppenaufgang auf die Ringmauer wäre möglich, zumal – jedenfalls nach dem bisherigen Grabungsbefund – die Ecke von Ost- und Nordmauer breiter ausgestaltet war.
Möglicherweise existierten an der Nordmauer noch weitere Anbauten, die zum Wehrgang oder den Unterkünften für die Kastellbesatzung gehört haben. Einzelne von Ohlenroth beobachtete Mauervorsprünge könnten darauf hinweisen, sie wurden aber nicht weiter verfolgt. Größere Zwischentürme, wie sie im West- und Südabschnitt der Kastellmauer standen, wurden an der Nordmauer nicht vorgefunden.

### Innengebäude
Über die Innenbebauung des Kastells lässt sich nur spekulieren. Im westlichen Bereich beobachtete man ein 1,0 m bis 1,5 m breites Fundament aus vermörtelten Ziegel- und Tuffblöcken. In Richtung Nord/Nordost war es von einer mittelalterlichen Brandschuttschicht bedeckt. Welcher zeitliche Abstand zwischen den römischen Baustrukturen und den mittelalterlichen Schichten liegt bzw. wann oder ob überhaupt eine Nachnutzung erfolgte, bleibt unklar.

## Horreum
Das Gebäude diente als Speicherplatz für diverse Güter und maß, inklusive der Pfeiler und der Mauerverstärkungen 33 mal 18 m, Innenmaße 13,5 mal 28,0 — 28,5 m. An den Längsseiten standen (einschließlich der Eckpfeiler) je sechs Wandpfeiler. An den Schmalseiten waren hingegen nur zwei Eckpfeiler nachzuweisen. Das Haupttor dürfte mittig der Nordwand gelegen haben. Eine weitere Tür befand sich an der Ostseite, durch die der Hof zwischen dem Horreum und der Westmauer betreten werden konnte. Sehr wahrscheinlich existierte dort auch eine Art Schlupfpforte um in das Kastell zu gelangen. Das Horreum zählt zum Typ C – d. h. außen an die Lagermauer angebaut.
Die Pfeiler dienten dazu, den Druck der Dachkonstruktion in den Boden abzuleiten und die Seitenwände zu stabilisieren, insbesondere wenn dort hoch aufgeschüttetes Getreide gelagert wurde. Spannmauern im Inneren und an die Kastellmauer zeigen an, dass seine Außenwände wohl einen erheblichen Druck standhalten mussten. Auf eine größere Belastung der Konstruktion deuteten ferner die bis zur Schmalseite vorgezogenen Giebel. Diese, nur dem Grundriss zu entnehmenden Hinweise sprechen für nicht sehr hohe Außenmauern (Pfeilerhöhe etwa 3,00 m, dann nochmals 1,50 m frei laufendes Mauerwerk); ferner durfte das nur wenig abgeschrägte Satteldach (Ziegelabdeckung mit etwa 250 Grad Neigung) nicht zu hoch reichen, um die Sicht von den Türmen auf die Westseite der Kastellmauer nicht gänzlich zu versperren. Die Mauern zwischen den Pfeilern waren fast in ihrer ganzen Breite von Fenstern durchbrochen. Daher hat man das Horreum zum besseren Schutz bei Angriffen, vielleicht erst nachträglich und wahrscheinlich nur im unteren Teil des Gebäudes, bis zur Höhe der Kastellmauer die Außenmauern verstärkt, die Ostmauer jedoch nicht. Solche Horrea waren häufig mit einem über einem Raster von engstehenden Pfosten oder Balkenzügen hochgelegten Fußboden (Schwebeboden) ausgestattet, sowie mit Belüftungsschlitzen, um eine kontinuierliche Luftzirkulation zu gewährleisten die das Getreide trocken hielt. Letztere waren am Goldberg wegen des schlechten Erhaltungszustandes der Mauern aber nicht mehr nachweisbar. Die gefundenen Reste einer Inneneinteilung lassen aber einen solchen Fußboden annehmen. Der dort vorgefundene Kalkmörtelestrich wäre in diesem Fall der Boden eines begehbaren Untergeschosses gewesen.
Der am Goldberg vertretene Bautyp wurde besonders häufig in Britannien beobachtet, war aber seit hadrianischer Zeit auch in Festlandeuropa weit verbreitet. Er lässt sich auf frühkaiserzeitliche, damals noch in Holzbauweise errichtete Speicherbauten, und in der Mittelmeerregion auf dementsprechende Steinbauten bis in hellenistische Zeit zurückverfolgen. Neben verschiedenen mittelkaiserzeitlichen Beispielen auch aus Süddeutschland, sind noch andere Speichergebäude bekannt, die erst in spätrömischer Zeit entstanden. Zu nennen sind in diesem Zusammenhang besonders das über Vorgängerbauten errichtete Horreum von Corbridge, das Doppelhorreum in Trier und die drei Horrea des Kastell Wilten bei Innsbruck. Bei diesem fehlen zwar die Wandpfeiler, es bietet aber durch seine ebenfalls verstärkten Außenmauern und die Einbindung in ein Kleinkastell ein gutes Vergleichsbeispiel zum Horreum auf dem Goldberg. Die primäre Funktion von Horrea als Kornspeicher ist mehrfach durch Getreidefunde gesichert. Daneben kann aber nicht ausgeschlossen werden, dass es auch zur Lagerung anderer Güter diente. Die Datierung erfolgte anhand von Münzfunden aus der Schicht unter dem Estrich des Horreums. Sie enthielt eine Münze des Constans (337–350) aus den Jahren 346/350 und eine Münze Valentinian I., geprägt zwischen 367/375. Danach dürfte das Horreum um 370 errichtet worden sein.

## Wehrgräben
Innengraben
Der älteste datierbare Teil der spätrömischen Befestigung ist der innere Spitzgraben (Breite 3,5–4 m, Tiefe 1,3 m). An der Nordseite zieht sich der Graben den Hang entlang und durchschneidet dann die Ostspitze
des Goldbergs. Die Datierung stützt sich auf einen Münzfund von achtzehn Antoninianen aus dem 3. Jahrhundert. Er konnte an der Nord- und Ostseite des Goldbergs nachgewiesen und näher untersucht werden. Es ist unklar, ob der die ganze Kuppe des Goldbergs umzogen hat. Bei seiner geringen Breite und Tiefe dürfte sein Verteidigungswert für die Goldbergbewohner aber nicht allzu hoch gewesen sein. Sein Querschnitt bildet keine gleichmäßige V-Form, während die Talseite eine straffere und steilere Kontur hat, zeigt die Bergseite im oberen Teil meist eine leichte Mulde, gelegentlich auch einen ebenen Absatz. Die Grabenspitze ist etwas gerundet. Die Grabenfüllung lässt in der Regel mehrere Einfüllphasen erkennen. Der Aushub war offenbar dazu benutzt worden die Talseite des Grabens zu erhöhen. Auf der Grabensohle wurde hauptsächlich verkohlte Holzreste, Ziegelbruch, Tuffbrocken und Mörtelreste (Hüttenlehm) gefunden, aber auch eine eiserne Glocke und eine Terra-Sigillata-Scherbe. Hinzu kam ein Hortfund von 18 Antoninianen aus den Jahren zwischen 270 und 283, der auf der Sohle des Spitzgrabens gefunden wurde. Er setzte sich aus fünf Münzen des Aurelian (270–275), einer Münze des Florianus (276), acht Münzen des Probus (276–282) und vier Münzen des Carinus (283–285) zusammen. Drei der 18 Münzen waren verschmolzen. Der Münzfund markiert also einen Zerstörungshorizont des Jahres 283 und damit wohl das Ende der römischen Bauphase I am Goldberg. Zwei im gleichen Jahr vergrabene Münzschätze des Kastells Vemania und der Schatzfund von Peißenberg verdeutlichen, dass es sich dabei um einen Alamanneneinfall gehandelt haben dürfte. Die durch die Münze des Crispus datierbare obere Brandschicht zeigt zudem, dass der Graben um 320 fast zur Gänze wieder verfüllt war und damit für die Angreifer kein Hindernis mehr war. Er ist von den damaligen Bewohnern also nicht mehr gereinigt und instand gehalten worden. Somit kann er als Befestigungswerk nur für die Phase I der römischen Besiedlungsperiode eine gewisse Bedeutung gehabt haben.
Außengraben
Der Verlauf des äußeren Spitzgrabens war nur ungefähr zu rekonstruieren. Der Zusammenhang der einzelnen Abschnitte konnte durch die Grabungen nicht geklärt worden. Das galt insbesondere für die beiden sich überschneidenden Gräben an der Nordwestseite des Goldbergs. Trotz zahlreicher mittelalterlicher Funde in der Grabenfüllung konnte auch beim jüngeren der beiden Gräben die römische Herkunft nicht ausgeschlossen werden. Vermutlich wurde er zeitgleich mit dem Bau der Kastellmauer (Phase III) angelegt. Er umlief in einem weiten Bogen das Gipfelplateau und schloss es im Westen vom Hinterland ab. Die bergseitige Hälfte ist 2,5 m breit, die Tiefe beträgt 1,5 m. Der Abstand zur Kastellmauer beträgt rund 25 m. Aus der Grabenverfüllung sind keine feinchronologisch verwertbaren Funde bekannt. Die Westseite des Goldbergs wurde nicht untersucht. Dagegen konnte der Graben an der Nordseite in zwei weiteren Sondierungsschnitten beobachtet werden. Dort kam eine Münze des Licinius (308–324), geprägt in den Jahren 313/317, zum Vorschein, möglicherweise wurde der Graben in dieser Zeitperiode ausgeschachtet. Im Osten konnte er hingegen nicht angeschnitten werden, anscheinend wurde er dort nicht mehr weitergeführt. An der Südseite ist der Graben noch stellenweise im Gelände erkennbar. Er hatte dort eine Breite von 3,5 m und war 1,4 m tief. Der Graben wird in seinem höher gelegenen westlichen Teil trocken gewesen sein, in seinem tiefer gelegenen östlichen Teil dagegen (wenigstens zeitweise) wasserführend. Am Hang traten Quellen aus und das Gelände war stark versumpft. Ein wasserführender versumpfter Graben ist auch bei nur geringerer Tiefe für Angreifer ein erhebliches Hindernis.

## Gebäude C
40 m vom Kastell entfernt wurde in konstantinischer Zeit ein quadratisches Steingebäude unbekannter Funktion errichtet. Es konnte folgendermaßen rekonstruiert werden: Mauerverstärkungen bzw. Vorlagen auf der West- und Nordseite, d. h. dass für den Eingang nur Süd- und Ostseite in Frage kommen. Die gleichen, lichten Abstände der Mauern in Ost-West-Richtung sowohl auf der Nord- wie auch auf der Südseite sprechen für einen nordsüdlich ausgerichteten First. Es wurde daher als Abdeckung ein Walmdach in die Rekonstruktion miteinbezogen. Der Eingang befand sich demnach auf der traufabgewandten Seite, also im Süden, mit Blick auf das Kastell. Uber dem Eingangsbereich, möglicherweise auf der ganzen Gebäudeseite, scheint ein einfaches Pultdach möglich. Nach dem Befund waren mindestens auf der Nordseite Glasfenster eingebaut worden. Über die Höhe der im Aufgehenden 0,70 m bis 0,80 m starken Mauern lassen sich nur Vermutungen anstellen. Nimmt man als Eingangshöhe 2,10 m und für ein normales Pultdach 30° Neigung an, so kommt man auf eine Mauerhöhe von etwa 3,60 m. Dazu dürften nochmals 0,60 m bis zum Dachansatz hinzuzurechnen sein. An der Nordseite des Gebäudes wurde eine von Walke als Brunnen interpretierte Grube angeschnitten, die sich nach unten verjüngte und rund 2,2 m unter dem heutigen Bodenniveau eingetieft war. Die Grubenfüllung enthielt keine datierbaren Fundstücke. Mit Bau C ist zweifellos nur ein Teil der spätrömischen Bebauung extra muros (vicus ?) im Norden des Goldbergs erfasst worden.

## Straßenposten vonCambodunumbisAugusta Vindelicum
An der Straße zwischen Kempten und Augsburg wurden insgesamt sechs Wachttürme beziehungsweise burgi dokumentiert. Die Straße verlief ab Augsburg östlich der Wertach in Richtung Südosten, vorbei an Bobingen. Stellenweise handelte es sich dabei lediglich um einen Uferweg entlang der Wertach. Ab Schlingen trennten sich der Wertachweg und die Römerstraße, welche Schlingen, Baisweil und Obergünzburg passierte, bevor sie sich bei Kempten an die Illertalstraße anschloss.
| ON/Name                        | Beschreibung/Zustand | Abbildung |
| ------------------------------ | --- | --------- |
| Augusta Vindelicum             | → Hauptartikel : Augusta Vindelicum |           |
| Wachturm/Burgus Bobingen       | Auf dem ehemaligen Friedhof von St. Felicitas wurden römische Siedlungsspuren erfasst. Münzen aus der Zeit von Constantius Gallus (351–354) und Valentinian I. deuten auf einen spätrömischen Befund hin. An der Nordseite der mittelalterlichen Befestigungsmauer (ehemalige Friedhofsmauer) wurden Spuren römischen Backsteinmauerwerks freigelegt. Möglicherweise wird der burgus von einer mittelalterlichen Befestigungsanlage überlagert. Auch im Frühmittelalter wurde die Straße weiter genutzt und von einem Turm unweit des mutmaßlichen burgus gesichert. Bobingen liegt mittig zwischen Rapis/Schwabmünchen und der Statthalterresidenz Augsburg. Für die optische Nachrichtenübermittlung wäre es ein idealer Standort gewesen. |           |
| Wachturm/Burgus am Goldberg    | (siehe Artikel) |           |
| Wachturm/Burgus Schlingen      | Rund 11 km südwestlich von Türkheim stand nahe Schlingen vermutlich ein hölzerner, quadratischer Wachturm. Direkt an der knapp unterhalb gelegenen Straße, befand er sich auf einer leicht ansteigenden Anhöhe, seine Seitenlänge maß je 8,5 m, die Eingangsöffnung 2 m. Pfostenlöcher zu beiden Seiten der Öffnung im Inneren könnten Zwischenwände oder zu einem anderen Holzbauwerk gehört haben. Seine Südseite wendet sich der Straße zu, um die übrigen Seiten des Turms war ein 1,5 m breiter Spitzgraben gezogen worden, welcher aufgrund von Brandspuren auf eine gewaltsame Zerstörung des Wachturms hindeutet. Fragmente einer Reibschüssel aus dem späten 4. Jh. (ebenfalls aus dem Spitzgraben) liefern nur einen vagen Hinweis auf seine Datierung. Allerdings ähnelt er anhand der Abmessungen eher dem Turm Baisweil II. Zudem schwanken die Seitenlängen spätrömischer Türme immer zwischen 11 und 13 m. Die dort gefundene spätrömische Keramik könnte auch auf eine Nachnutzung oder eine kontinuierliche Nutzung hinweisen. Walter Czysz betont, dass man Schlingen nicht als reinen Wachturm interpretieren sollte, vielmehr könnte er neben der Straßensicherung auch eine Lager- oder Verwaltungsfunktion innegehabt haben. |           |
| Wachturm/Burgus Baisweil       | Die Turmstelle Baisweil liegt etwa 180 m von der Straße Augsburg-Kempten und 1,9 km vom Ortszentrum entfernt, auf ca. 680 m ü. d. M. 1937 wurden dort bei einer Grabung von Ludwig Ohlenroth zwei hölzerne Gebäude freigelegt, ein älterer Blockbau (Baisweil I) und ein jüngerer Pfostenbau (Baisweil II). Hinweise auf einen weiteren Holzturm glaubt J. Striebels im Jahr 1942 beobachtet zu haben. Über diesen Gebäuden entstand dann wahrscheinlich in spätrömischer Zeit noch ein in Stein errichteter burgus. 1971 konnten mit der Entdeckung von Baisweil IV letztendlich 4 Bauphasen festgestellt werden. Die Entstehung dieser Gebäude umfasst in etwa den Zeitraum vom Ende des 2. Jh. bis Anfang 3. Jh. und bis in die 2. Hälfte des 4. Jh. n. Chr. Baisweil ist durch seine mehrfachen Bauphasen ein gutes Beispiel für das „Recycling“ von römischen Türmen. Am Limes, wie wahrscheinlich auch im Hinterland, ist es nicht ungewöhnlich, Holz- und Steintürme so dicht beieinander vorzufinden. Die Holztürme waren nicht sehr lange nutzbar, wurden bei Baufälligkeit daher kurzerhand abgebrannt und dann durch wesentlich haltbarere Steintürme ersetzt. Dies dürfte auch für Baisweil zutreffen und der spätrömische burgus markiert somit die letzte Bauphase. Überreste des Turms sind heute nicht mehr sichtbar. - Phase I (severisch): Ein Holzturm (12 × 12 m Fachwerkbau mit Schwellgräbchen) mit Herdstelle und umlaufender Palisade der um 213 n. Chr. durch ein Feuer vernichtet wurde. Ansonsten konnten keine Wehrbauten dokumentiert werden. - Phase II: Ein hufeisenförmiger Holzturm in Pfostenbauweise, der möglicherweise um 260/275 entstand. Er befand sich 30 m südwestlich von Turm I, maß etwa 9 × 9 m und war von einem 4,5 m tiefen Wehrgraben umgeben. Vermutlich wurde er zur Zeit des Tetricus (271–274) wieder zerstört. - Phase III: Baisweil II wurde zu Beginn des 4. Jh. n. Chr. von einem weiteren quadratischen Holzständerbau mit 10 m Seitenlänge und umlaufenden Sohlgraben überbaut, sehr wahrscheinlich geschah dies um 317/318, möglicherweise der von Striebel beschriebene Holzturm. - Phase IV: im 4. Jh. ersetzt ein zweigeschossiger burgus Turm III, Abmessungen: 12,6 × 12,8 m, Innen: 10 × 10 m, Fundament 1, 5 m, Türöffnung auf der Westseite oder evtl. nur eine Fundamentunterbrechung. Laut der Münzfunde geschah dies sehr wahrscheinlich in valentinianischer Zeit. Der Graben aus Phase III blieb dabei erhalten, eine Umwehrung mit Palisaden ist noch unsicher. Farbspuren an den Putzresten ließen annehmen, dass der burgus auch mit Wandmalereien o. ä. dekoriert gewesen sein könnte. Das Erdgeschoss wurde durch hölzerne Zwischenwände in mehrere Räume untergliedert. Ziegelfragmente könnten von zwei Öfen stammen. |           |
| Wachturm/Burgus Blöcktach      | Eine quadratische Wallanlage mit umlaufendem Graben in der Gemeinde Friesenried/Blöcktach, Landkreis Ostallgäu, Schwaben, 30 m nordwestlich der Römerstraße Kempten-Augsburg, wurde erstmals 1841 von Landesgerichtsassesor Stoß beschrieben, rechteckiger Erdwall, 28 × 28 m, 0,6 m breit/hoch. Er hatte die quadratische Wallanlage zunächst für eine villa rustica gehalten. 1927/28 wurden die Turmstelle durch B. Eberl dokumentiert, gleichzeitig erfolgte der Bau eines Wasserspeichers im Zentrum der Anlage. 1958 fand durch die BAdW die erste Grabungskampagne vor Ort statt, welche erstmals eine wissenschaftliche Interpretation der Befunde ermöglichte. Die quadratische Form des Turms (12,5 × 12,5 m), der umlaufende Graben, die Nähe zur Straße Augsburg-Kempten und ein spätrömisches Keramikfragment deuteten auf einen Straßenburgus mit Keller hin. Eine Palisade verlief im Abstand von 6–7 m parallel zum burgus. Wahrscheinlich hatten die dafür benötigen Holzpfosten eine Höhe von 0,45 m. Der Graben in welchem die Pfosten standen war 0,4 m tief und 2 m breit. Die parallel zur Turmsüdseite, in leicht gewölbter Form, verlaufende Römerstraße ist heute noch als 5 m breiter Kiesdamm erhalten. 2010 fanden weitere Messungen im Bereich der obertägig noch erkennbaren Strukturen durch das Bayerische Landesamt für Denkmalpflege statt. Walke nimmt an, dass der burgus zeitgleich mit Baisweil IV erbaut wurde. |           |
| Wachturm/Burgus Kleinreichholz | Obergünzburg/Kleinreichholz liegt mit dem Grenzburgus Kempten/Stielings (Südwesten) und Blöcktach (Nordosten) zwischen zwei spätrömischen Anlagen, eine ähnliche Datierung ist daher nicht ausgeschlossen. Mitte des 19. Jh. wurde im Kontext einer Geländevermessung eine Ruine, das „Alte Schloss“, dokumentiert, deren rechteckiger Grundriss 26 × 36 m maß. Mauerstrukturen davon waren noch bis ins 19. Jh. erkennbar. Mithilfe von elektrischer Prospektion und Magnetik gelang später die Aufnahme einer quadratischen Anlage (12,5 × 12,5 m) mit kreisförmigen umlaufendem Graben nahe der Straße Kempten-Augsburg. Die Abmessungen und der quadratische Grundriss legten nahe, dass es sich hierbei um einen römischen burgus handeln könnte. Grabungen wurden bisher nicht durchgeführt und bislang existieren nur wenige Lesefunde. Auch Spuren eines Kalkbrennofens wurden durch die Prospektionen sichtbar. Dachziegelfragmente könnten ein Hinweis auf ein mit Ziegeln gedecktes Turmdach sein. Der kreisförmige Graben ist jedoch ungewöhnlich, solche sind vor allem aus dem neolithischen Zeitalter und den agricolanischen Holztürmen am Gask Ridge Limes bekannt. Ohne Nachgrabung können jedoch darüber keine weiteren verbindlichen Aussagen getroffen werden. |           |
| Kastell Cambodunum             | → Hauptartikel : Cambodunum |           |